# Storfläckig rektangelstövslända
Storfläckig rektangelstövslända (Ectopsocus petersi) är en insektsart som beskrevs av Courtenay N. Smithers 1978. Storfläckig rektangelstövslända ingår i släktet Ectopsocus och familjen rektangelstövsländor. Arten är reproducerande i Sverige. Inga underarter finns listade i Catalogue of Life.

## Bildgalleri

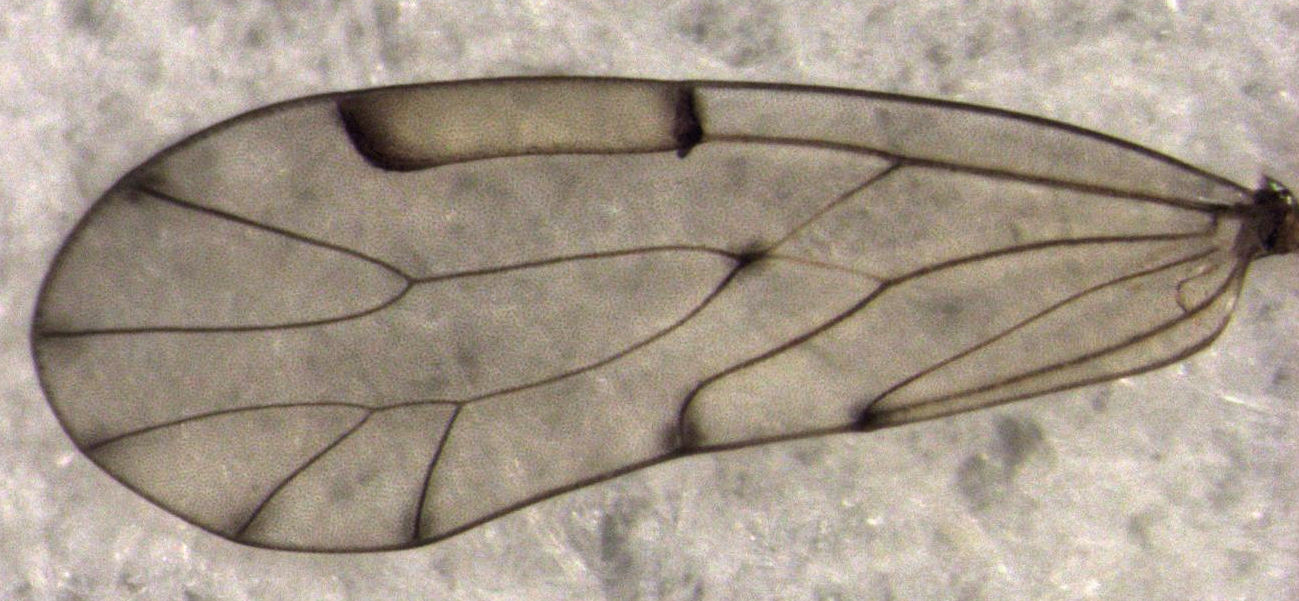
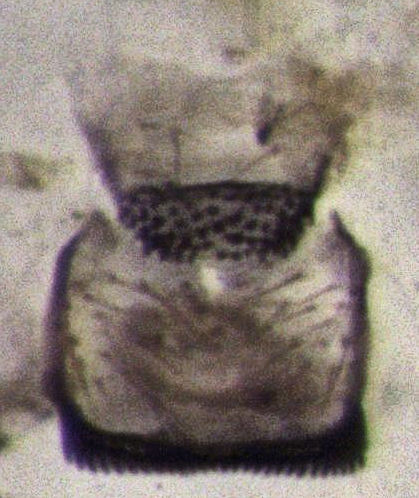
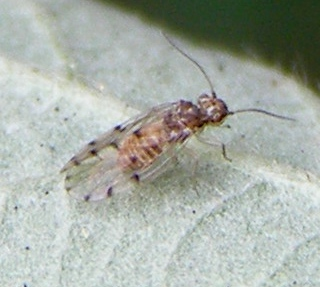